# بحري (الإسكندرية)
بحري هي منطقة عظيمة تدل على البحر فهي بالإسكندرية من تاسيس الاسكندر الأكبر وتطل على البحر المتوسط يوجد مراكز كمركز الكشافة وايضا ببحري توجد قلعة قد اسست على يد الاسكندر الأكبر تطل على البحر وهي قلعة قايتباي؛ بحري أيضا بها مساجد مشهورة كمسجد أبو العباس والبوصيري.